# Савез хемијских инжењера Србије
Савез хемијских инжењера Србије је струковно друштво (организација) хемијских  инжењера, технолога, хемичара, физико-хемичара, процесних инжењера и удружења сродних струка.

## Историја
Савез хемијских инжењера Србије је правни наследник Савеза хемичара и технолога Југославије основаног као друштвена организација, чија је превасходна делатност била у области хемијског инжењерства, индустријске хемије и технолошких аспеката хемијских процеса.
Савез хемијских инжењера Србије је члан и један од оснивача Европске федерације за хемијско инжењерство.
Правни претходник Савеза хемијских инжењера Србије, Савез хемичара и технолога Југославије, основан је 1953. године. Формиран је од републичких струковних савеза хемичара и технолога Србије, Хрватске, Словеније и Босне и Херцеговине и носио је назив Савез хемичара-технолога ФНРЈ. Нешто касније Савезу се прикључују и републичка друштва из Македоније и Црне Горе.
Године 1961. Савез хемичара-технолога ФНРЈ мења назив у Савез хемичара и технолога Југославије и под тим називом ради све до јуна 2003. када мења назив у Савез хемијских инжењера (СХИ) а на седници Скупштине јуна 2009. године усваја се назив Савез хемијских инжењера Србије.

## Председници Савеза хемијских инжењера Србије
- Јован Дугошевић      1953-1959
- Фридерик Герл        1959-1965
- Драгомир Нешић       1965-1972
- Франко Цетинић       1972-1979
- Борис Ладински       1979-1981
- Мустафа Бацај        1981-1982
- Борислав Томић       1982-1983
- Стјепан Лисјак       1983-1984
- Стане Пејовник       1984-1985
- Стјепан Левата       1985-1988
- Мустафа Омановић     1988-1991
- Љубомир Секулић,в.д. 1991-1994
- Милан Митровић       1994-2009
- Жељко Грбавчић       2009-2015
- Дејан Скала          2016-

## Развој Савеза кроз облике делатности
Издавачка делатност је од оснивања Савеза била једна од важнијих активности.  
Први стручни часопис Хемијска индустрија чији први број излази 1947.године, Прехрамбена индустрија а нешто касније и Текстилна индустрија издају се као грански делови збирног часописа Техника. Од 1970.године Хемијска индустрија постаје самостални часопис који, заједно са његовим суплементима Индустрија шећера и Пластика и гума, публикује Савез хемичара и технолога Југославије. Савез је такође у сарадњи са Технолошким факултетом у Новом Саду био суиздавач часописа Прехрамбена индустрија.
Од 1995. године четири од дванаест бројева Хемијске индустрије годишње, излазе у потпуности на енглеском језику и од тих публикација је у 2005. години формиран самостални часопис Chemical Industry & Chemical Engineering Quarterly.
Значајно место у ранијој издавачкој делатности Савеза имала је и публикација Алманах хемијске индустрије настала из потребе за збирним изношењем података од значаја за хемијску индустрију као што су регистри производа, адресари предузећа и института као и адресари произвођача опреме.
Поред наведених издања, публиковале су се и монографије, зборници са скупова, приручници као и посебне тематске публикације  као што је  Chemical Industry Series.
Организација научних и стручних скупова је такође била важна активност Савеза од његовог оснивања. Током више од шест деценија постојања Савеза организовани су самостално или у сарадњи са другим научно-стручним друштвима, институтима, факултетима и друштвеним организацијама бројни конгреси, симпозијуми, саветовања, изложбе и семинари. Многи  од ових скупова су били међународног карактера а организована су и предавања по позиву домаћих и страних научника.
Од свог оснивања Савез је врло активно радио и на успостављању сарадње са сродним међународним организацијама. Већ 1953. Године Савез постаје члан Немачког удружења за хемијске апаратуре (DECHEMA) и француског Друштва за индустријску хемију и приликом оснивања Европске федерација за хемијско инжењерство Савез је био један од оснивача.
У каснијој фази посебно се истиче сарадња са Савезом пољских хемичара и Научно-техничким савезом хемијске индустрије Бугарске. Током шездесетих и седамдесетих година прошлог века потписано је са овим друштвима више Протокола о сарадњи а са Хемијским друштвом Чехословачке 1975. године.
Током осамдесетих и деведесетих година прошлог века међународна сарадња се углавном одвијала кроз активности делегата Савеза у Радним групама Европске федерације за хемијско инжењерство.

## Активности данас
Основне активности СХИ Србије данас су издавачка делатност, организација националних, регионалних, и међународних скупова, симпозијума и предавања по позиву, увођење стандарда у лабораторијски рад и међународна сарадња.
СХИ Србије издаје два међународна часописа: Хемијска индустрија који излази двомесечно и Chemical Industry &Chemical Engineering Quarterly који излази квартално.
У оквиру рада свог Центра за унапређење лабораторијских услуга, СХИ Србије оганизује сваког месеца семинаре/тренинге за запослене у лабораторијама као део константне едукације у складу са захтевима важећих стандарда.
Међународна активност СХИ Србије данас се углавном одвија кроз рад чланова-делегата у Радним групама и Секцијама Европске федерације за хемијско инжењерство.